# Gnophos ansobensis
Gnophos ansobensis är en fjärilsart som beskrevs av Shchetkin 1980. Gnophos ansobensis ingår i släktet Gnophos och familjen mätare. Inga underarter finns listade i Catalogue of Life.